# Gösta Lundquist
Gösta Lundquist (15 de agosto de 1892 — 10 de outubro de 1944) foi um velejador sueco, campeão olímpico. Ele competiu nos Jogos Olímpicos de Verão de 1920 na classe Cruzador de escolho 30 m² e conquistou a medalha de ouro na disputa a bordo do Kullan com Gösta Bengtsson e Rolf Steffenburg.